# Sant Andreu de Llar (església nova)
Sant Andreu de Llar és l'església, antigament sufragània del poble nord-català de Llar, del terme comunal de Canavelles, de la comarca del Conflent.
Està situada en el mateix poble de Llar, al costat de llevant del centre de la població.